# Pteredoa
Pteredoa is een geslacht van donsvlinders (Lepidoptera, Lymantriinae).

## Soorten
De volgende soorten zijn in dit geslacht benoemd:
- P. atripalpia Hampson, 1910
- P. crystalloides Collenette, 1936
- P. fuscovenata Wichgraf, 1922
- P. monosticta (Butler, 1898)
- P. nigropuncta Hering, 1926
- P. plumosa Hampson, 1905
- P. siderea Hering, 1926
- P. subapicalis Hering, 1926
- P. usebia (Swinhoe, 1903)